# Brahmaćarja
Brahmaćarja (dewanagari: ब्रह्मचर्य, sanskr. brahman „absolut”, ćar „podążać, praktykować”) – w społeczeństwie hinduistycznym pierwszy z czterech etapów (aśrama) życia człowieka.
Termin ten odnosi się głównie do osób do 25 roku życia. Tradycja hinduistyczna (Manusmryti) zakłada, że długość życia człowieka wynosi 100 lat. Każdemu z czterech etapów życia przypada równa liczba lat.
Okres brahmaćarji rozpoczyna ceremonia upanajana.
W czasie przypadającym na brahmaćarję młody człowiek pod autorytatywnym przewodnictwem guru studiuje wiedzę wedyjską w gurukuli, ściśle przestrzegając celibatu i abstynencji seksualnej.
System brahmaćarji jest aktualny od narodzin Brahmy. Część populacji, szczególnie męskiej, w ogóle nie wchodziła w związki małżeńskie. Brahmaćarini są zwani urdhva-retasah, tymi, którzy wznoszą nasienie. Jeśli brahmaćarin dzięki procesowi jogi potrafi wznieść je do ćakry zwanej sahasrara, może wówczas dokonać wspaniałych rzeczy, jego pamięć będzie mogła działać niezwykle bystro, a także zwiększy się długość jego życia. Tacy jogini potrafią wytrwale spełniać wszelkiego rodzaju wyrzeczenia i wznieść się na platformę najwyższej doskonałości, nawet do świata duchowego. Żywymi przykładami brahmaćarinów, którzy przyjęli tę zasadę życia, są czterej mędrcy – Sanaka, Sanandana, Sanatana i Sanatkumara – jak również Narada muni i inni.
Na tym etapie uczeń zdobywa ogólne wykształcenie oraz wiedzę nt. religii (Wedanta). Jest to traktowane jako przygotowanie do kolejnych etapów życia, tj. gryhastha, wanaprastha, sannjasa.
Osobę na etapie brahmaćarji nazywa się brahmaćarinem. Przykładem takiej osoby był Mahatma Gandhi.
Brahmaćarją określa się także ślub celibatu składany przez sannjasina.